# Kammerknechtschaft
Als Kammerknechtschaft (lat. servitudo Judaeorum) bezeichnet man den im 12. Jahrhundert im Heiligen Römischen Reich ausgebildeten und im 13. Jahrhundert formalisierten Rechtsstatus der Juden, die unter der besonderen Schutzgewalt des Königs standen und dafür dem König ein Schutzgeld zahlten.

## Inhalt
Die Kammerknechtschaft als Rechtsstatus für die im Heiligen Römischen Reich ansässigen Juden wurde erstmals von Kaiser Heinrich IV. (1050–1106) im Landfrieden von 1103 verkündet und ging zurück auf das Wormser Privileg von 1090. In diesem Privileg hatte Heinrich IV. den in Worms ansässigen Juden 1090 ihre Rechte verbrieft. Mit dem Wormser Privileg war ein Rechtsstatut, eine Sammlung von Rechtsnormen geschaffen worden, die im Positiven wie im Negativen für Jahrhunderte das Verhältnis zwischen Juden und Christen prägen sollte und sich auf folgende Rechte erstreckte: 
- Schutz von Leben und Eigentum,
- Freiheit der wirtschaftlichen Betätigung,
- Freiheit der Religionsausübung,
- Recht zur Beschäftigung christlichen Hauspersonals,
- Autonomie der Jüdischen Gemeinde in innerjüdischen Rechtsangelegenheiten
- Festlegung einer verbindlichen Verfahrensordnung für Streitigkeiten zwischen Juden und Christen.

## Geschichte
Friedrich II. (1194–1250) dehnte das Wormser Privileg im Jahre 1236 auf alle Juden seines Jurisdiktionsbereichs aus und führte damit die Kammerknechtschaft als geldwerte Schutzpflicht für alle im  alten Reich ansässigen Juden ein. Friedrich II. bezeichnete die Juden als „Kammerknechte“ (servi camerae nostri) und verwendete damit den von der Kirche geprägten Ausdruck der „Judenknechtschaft“ (perpetua servitus iudaeorum), der von Papst Innozenz III. auf dem IV. Laterankonzil 1215 geprägt und von Gregor IX. 1234 im Liber Extra in das Kanonische Recht aufgenommen wurde. Im Privileg von 1236 wird den Juden der Schutz ihres Eigentums  und Freiheit im Handel – vor allem in Bezug auf Finanzgeschäfte – zugesichert. Sie waren von den öffentlichen Gerichten ausgenommen und hatten eine eigene Gerichtsbarkeit. Dadurch war es den Juden in Teilbereichen möglich, jüdisches Recht anzuwenden. Im Interregnum – einer kaiserlosen Periode des Mittelalters, die  mit dem Tode Friedrichs II. im Jahre 1250 begann und erst 1273 mit der Wahl Rudolfs I. zum römisch-deutschen König endete – ging die Kammerknechtschaft infolge des Zusammenbruchs der kaiserlichen Zentralgewalt mehr und mehr auf die Territorialfürsten über.
Der Rechtsstatus der Kammerknechtschaft musste teuer erkauft werden. Kaiser Sigismund (1368–1437) verlangte im 15. Jahrhundert von jedem Juden ein Drittel seines Einkommens. Außerdem war die Rechtsfähigkeit der Juden eingeschränkt. Sie hatten beispielsweise kein Waffenrecht. Solche Beschränkungen der Rechtsfähigkeit waren im Mittelalter Außenstehenden gegenüber üblich. 
Dieselben Grundsätze wurden über das Haus Habsburg im weltlichen Judenrecht von Böhmen, Polen, Schlesien und Ungarn überliefert, wo sie teilweise noch bis ins 18. Jahrhundert wirksam waren. Dabei stand der kaiserlich legitimierte Geltungsanspruch der Privilegien stets in Konkurrenz zu kirchlichen und territorialherrschaftlichen Bemühungen um eine rechtliche Schlechterstellung der Juden.

## Bewertung
Zum Teil wird vertreten, dass die Kammerknechtschaft letztlich „die Anwendung des antiken Sklavenrechts auf den Rechtszustand der Juden [bedeutete], der sie de facto zum wirtschaftlichen Besitz (Kammergut) derer machte, die über das Judenregal verfügten“.  Das Kammerknechtsparadigma habe „wesentlich zur Verschlechterung der Rechtslage der Juden bis zum Ende des Mittelalters beigetragen“ und sei im Lauf der Zeit „zu einem Instrument unverblümter Ausbeutung“ verkommen.